# Britt Lafforgue
Brigitte »Britt« Lafforgue-Duvillard, francoska alpska smučarka, * 5. november 1948, Bagnères-de-Luchon, Francija.
Nastopila je na Olimpijskih igrah 1972 in dosegla osmo mesto v veleslalomu. V svetovnem pokalu je tekmovala sedem sezon med letoma 1967 in 1973 ter dosegla sedem zmag in še osem uvrstitev na stopničke. V skupnem seštevku svetovnega pokala se je najvišje uvrstila na tretje mesto leta 1972. V letih 1971 in 1972 je osvojila slalomski mali kristalni globus, leta 1972 je bila tudi tretja v veleslalomskem seštevku.